# Sertolowo
Sertolowo (russisch Се́ртолово, finnisch Sierattala) ist eine Stadt in der nordwestrussischen Oblast Leningrad. Sie hat 71.614 Einwohner (Stand 1. Januar 2024).

## Geografie
Die Stadt liegt auf der Karelischen Landenge etwa 20 km nördlich der Oblasthauptstadt Sankt Petersburg am Flüsschen Tschornaja, welches in die zum Sestrorezki Rasliw aufgestaute Sestra mündet.
Sertolowo ist der Oblast administrativ direkt unterstellt.

## Geschichte
In der Gegend der heutigen Stadt existierte am Anfang des 16. Jahrhunderts ein Dorf Sirotala (russisch Сиротала, finnisch Sierattala), benannt nach einem nahen Flüsschen.
In den Jahren 1936 und 1937 wurden die ingermanländischen Bewohner des nahe der damaligen Grenze der Sowjetunion zu Finnland gelegenen Dorfes deportiert und dort eine große Garnison der 70. Schützendivision der Roten Armee errichtet. Bei der Garnison entstanden in Folge die Wohnsiedlungen Sertolowo-1 und Sertolowo-2.
Ab Ende der 1960er Jahre begann die erneute zivile Bebauung des Ortes, welcher 1977 den Status einer Siedlung städtischen Typs erhielt. Am 27. Oktober 1998 wurde das Stadtrecht bei gleichzeitiger Vereinigung von Sertolowo-1, Sertolowo-2, des alten Dorfes Sertolowo sowie der Siedlung Tschornaja Retschka verliehen.
Heute ist Sertolowo eine wachsende Satellitenstadt Sankt Petersburgs.

### Bevölkerungsentwicklung
| Jahr | Einwohner |
| ---- | --------- |
| 1979 | 8.982     |
| 1989 | 17.705    |
| 2002 | 38.444    |
| 2010 | 47.457    |

Anmerkung: Volkszählungsdaten

## Wirtschaft und Infrastruktur
In Sertolowo gibt es Betriebe der holzverarbeitenden Industrie sowie der Bau- und Baumaterialienwirtschaft.
Nächstgelegene Eisenbahnstation ist Pessotschnaja gut fünf Kilometer südlich an der 1870 eröffneten Strecke Sankt Petersburg–Wyborg–finnische Grenze (Streckenkilometer 24).
Durch Sertolowo führt die Regionalstraße A122 Sankt Petersburg–Ogonki (an der Fernstraße Richtung Wyborg und finnische Grenze).

## Söhne und Töchter der Stadt
- Dmitri Schepel (* 1978), Eisschnellläufer; Vizeweltmeister 2002, Europameister 2001
- Sergei Tschernezki (* 1990), Bahn- und Straßenradrennfahrer